# Вишневський Всеволод Віталійович
Все́волод Віта́лійович Вишне́вський (рос. Вишневский Всеволод Витальевич; 8 (21) грудня 1900 — 28 лютого 1951) — радянський драматург, письменник і журналіст. Лауреат Сталінської премії (1950). Бригадний комісар (1941).

## Біографія
Народився 8 (21) грудня 1900 року в місті Санкт-Петергбурзі, в сім'ї інженера-землеміра. У будинку, де мешкала родина, знаходилось 2 видавництва, тому, спілкуючись з друкарськими робітниками, з дитинства познайомився з видавничою справою. Навчався у Петербурзькій гімназії, де редагував гімназичний журнал «Из-под парты».
З початком Першої світової війни втік на фронт. Був юнгою Балтійського флоту, згодом — розвідником у лейб-гвардії Єгерському полку.
У 1917 році пристав до більшовиків, брав участь у Жовтневому перевороті в Петрограді. В роки громадянської війни в Росії воював кулеметником у Першій кінній армії, командиром на Чорноморському флоті.
У 1921 році відряджений на Балтійський флот, повернувся до Ленінграда. Викладав штурманську справу.
Під час радянсько-фінської війни як кореспондент газети «Правда» перебував на фронті.
У 1941—1942 роках військовим кореспондентом брав участь у обороні Ленінграда, перебував у оточеному місті.
З 1944 року мешкав у Москві, редагував журнал «Знамя». Помер 28 лютого 1951 року.

## Літературна діяльність
Друкуватися почав у 1920 році, опублікувавши замітку в газеті «Красное Черноморье».
Згодом опублікував щоденник плавання на кораблі «Океан». У 1929 році написав п'єсу «Перша Кінна».
До «великої літератури» потрапив у 1930 році, написавши на замовлення керівництва ВКП(б) п'єси «Ми з Кронштадта», «Останній вирішальний», «Оптимістична трагедія» (1933).
У 1949 році написав п'єсу «Незабутній 1919-й», за яку отримав Сталінську премію 1-го ступеня.

## Нагороди, премії, почесні звання
Нагороджений російським імператорським Георгіївським хрестом 4-го ступеня та Георгіївськими медалями 3-го і 4-го ступенів.
Радянська влада нагородила В. Вишневського двома орденами Леніна (1937, 19.02.1945), трьома орденами Червоного Прапора (1930, 03.11.1944, ?), орденами Трудового Червоного Прапора (1951), «Знак Пошани» (1938), Червоної Зірки (1942), медалями.
У 1950 році удостоєний Сталінської премії 1-го ступеня.